# Chiesa di Santa Margherita (Acireale)

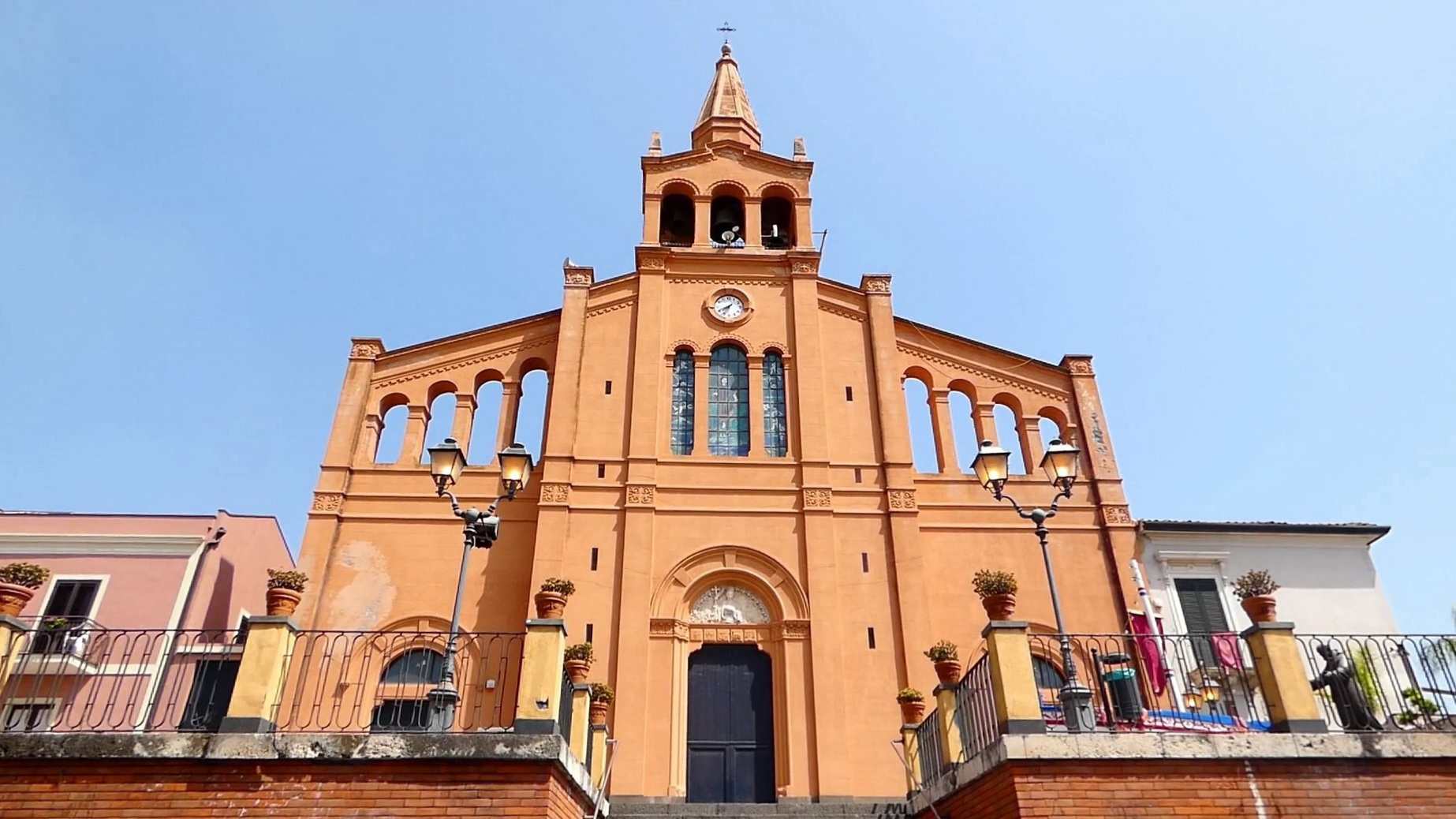
Chiesa Parrocchiale di S. Margherita V. e M.

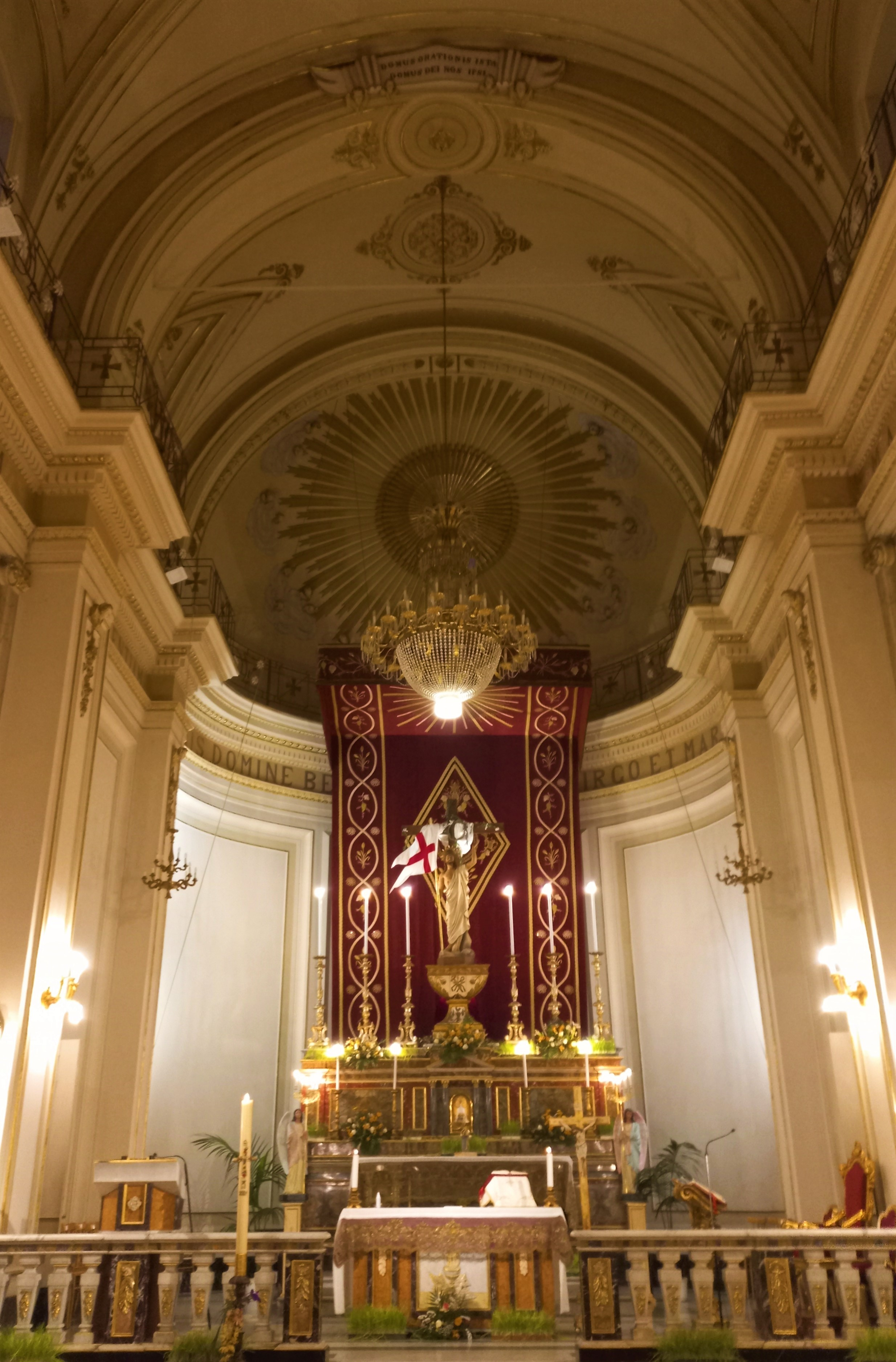
L'Altare Maggiore sovrastato dal tosello e dalla raggiera con lo Spirito Santo

La chiesa di Santa Margherita è un luogo di culto ubicato nella frazione di Pozzillo, nel comune di Acireale (Città metropolitana di Catania - Sicilia).

## Storia

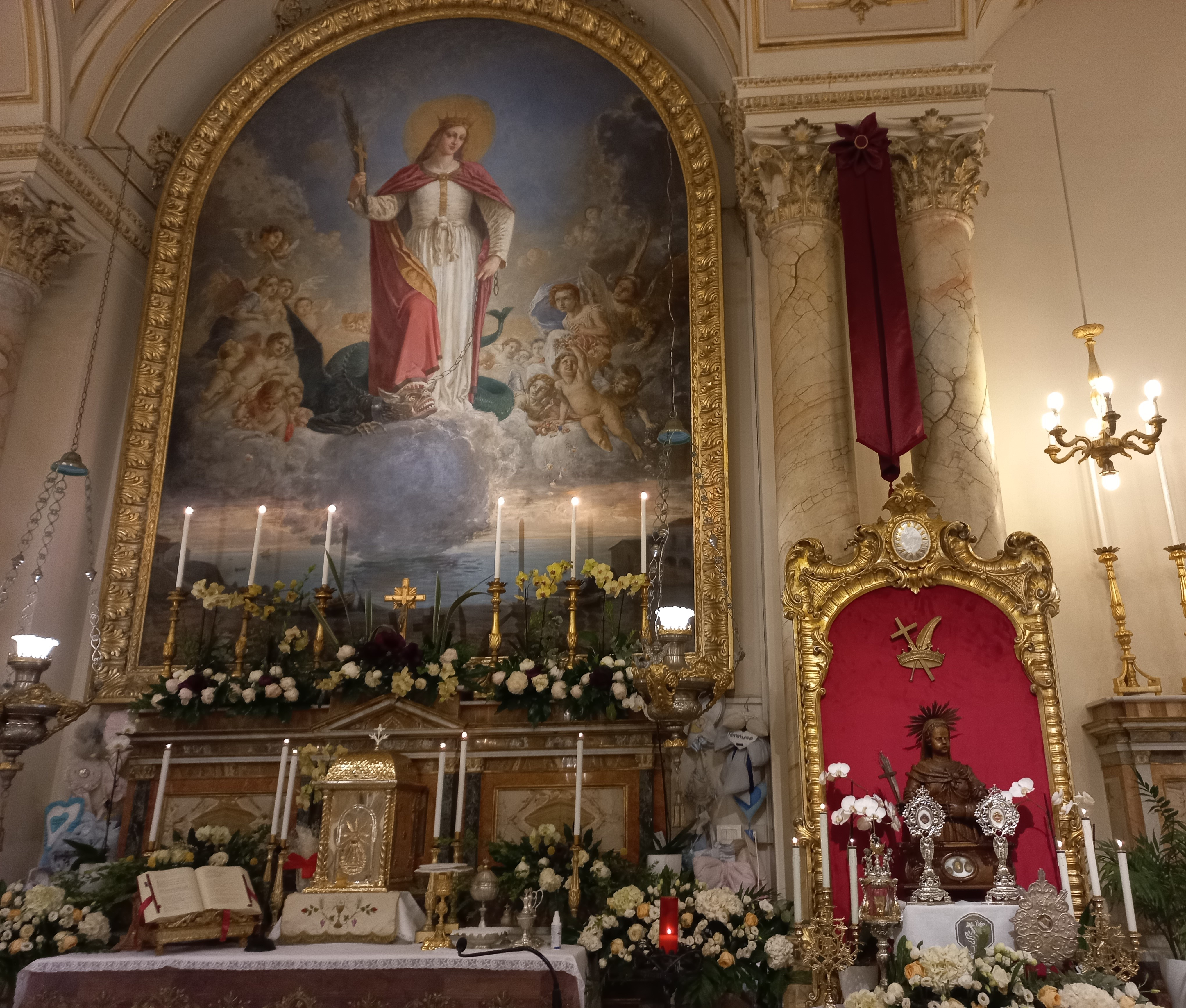
Pala d'altare di S. Margherita e le venerate reliquie della Santa

Nel 1786 venne costruita una chiesa dedicata alla Patrona di Pozzillo S. Margherita d'Antiochia, più in entroterra rispetto alla prima chiesa dedicata a Maria Stella del Mare. Il 27 luglio 1825 l'arcivescovo di Catania, Mons. Domenico Orlando, la elevò a Chiesa Sacramentale.
L'avanzare del mare e la distruzione della scogliera lavica etnea spinse ancora una volta gli abitanti a spostarsi e a fondare, nel 1860, il terzo e a attuale edificio ecclesiale fondato su un terreno donato dal signor Pietro Carpinato. Il 18 maggio 1862 ci fu la posa della prima pietra. I lavori durarono 10 anni a causa dell'epidemia di colera e videro impegnati nella costruzione buona parte della popolazione del paese. Si distinsero per l'impegno e il sacrificio il cappellano Caramma, morto di colera, e la pia contadina Caterina Strano, a cui è dedicata una via del paese, che bussò a tutte le porte per chiedere un aiuto economico o di servizio lavorativo gratuito a tutti gli abitanti. La chiesa si presentava originariamente con una sola navata. All'inizio del 1900, con il cappellano Sebastiano Leotta, si aggiunsero le due navate laterali, le decorazioni in stucco, i marmi negli altari e la costruzione della casa canonica. Nel 1903 furono installate e benedette due campane. I lavori si conclusero nel 1906. Il 29 agosto 1906 Mons. Giovanni Battista Arista (2º vescovo della Diocesi di Acireale) la consacrò e nel 1921 Mons. Salvatore Bella (3º vescovo di Acireale), da Canonica la costituì Parrocchia, consentendo la permanenza stabile di un parroco.
Nel 1928 fu rinnovata la facciata. Si presenta di color rosso, colore inusuale e che rende il prospetto ben visibile da lontano, e con uno stile neogotico.
Il 20 luglio 1960, a cento anni dall'inizio dei lavori, la Parrocchia fu elevata ad Arcipretura. Inoltre con la guida della comunità da parte di Mons. Giuseppe Borzì, la cui reggenza durò oltre 50 anni a partire dal 1954 fino al 2005, si susseguirono opere di riqualificazione e ristrutturazione (la sostituzione del vecchio pavimento con uno in marmo e la doratura degli stucchi), oltre all'ampliamento dell'adiacente canonica e la costruzione della sottostante scuola materna oggi rinnovata e divenuta "Casa accoglienza Don Milani" per ospitare i turisti. 

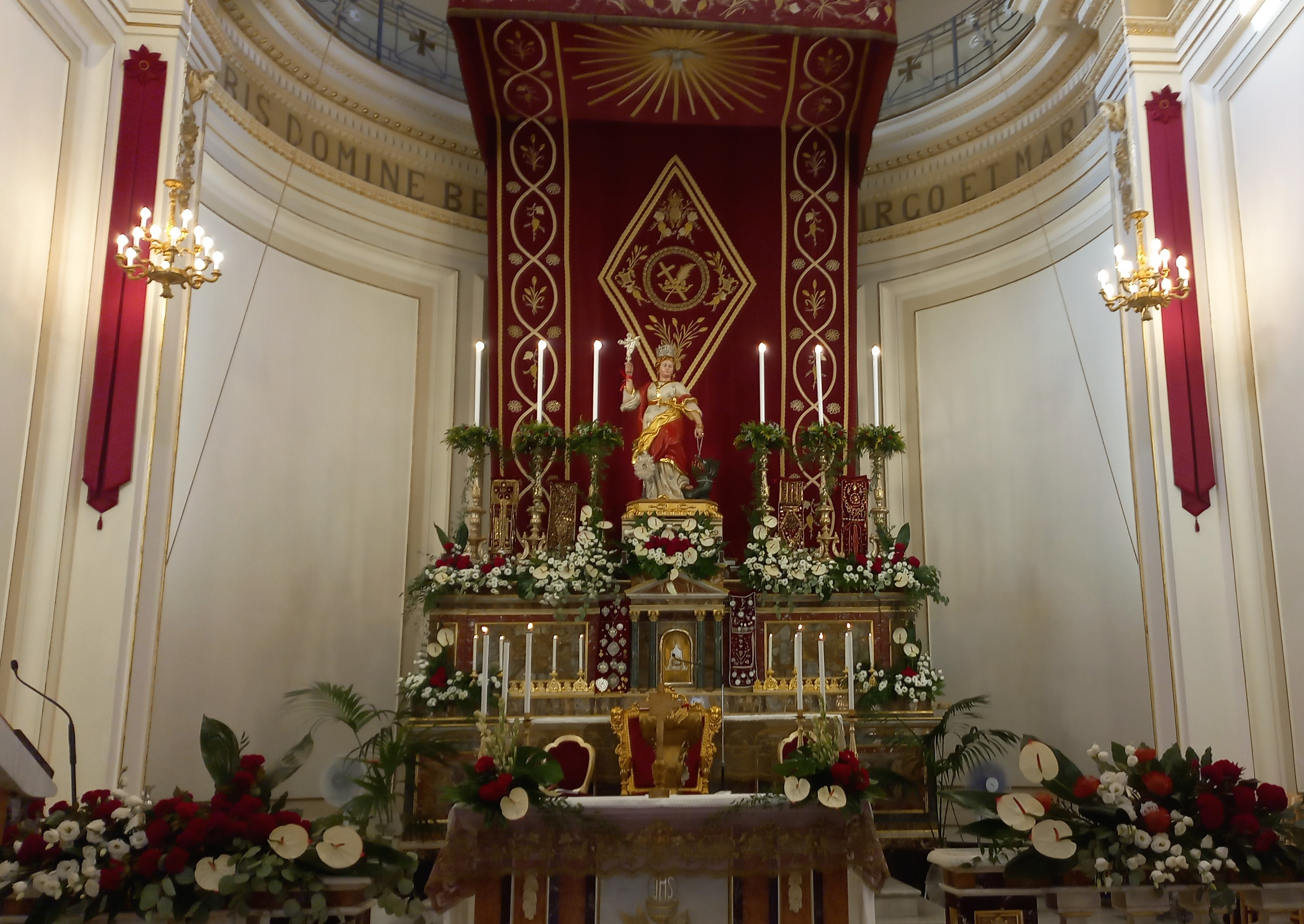
Il venerato simulacro di S. Margherita (opera di Ignazio Castorina della fine del 1700) sull'altare maggiore il giorno della festa

## Descrizione
La chiesa, che ha un impianto di tipo basilicale a tre navate con terminali absidati, conserva all'interno diverse opere, le più importanti sono:
▪︎ La pala d'altare di Santa Margherita, che si trova in uno degli altari della navata di sinistra, dipinto nel 1920 dal pittore Paolo Leonardi Vigo e che raffigura la Celeste Patrona che sovrasta il borgo di Pozzillo;
▪︎ La pala d'altare dell'Immacolata Concezione, realizzato da Francesco Mancini nel 1920;
▪︎ La pala d'altare della Madonna del Rosario tra i Santi Domenico e Caterina da Siena (opera del Mancini, 1920);
▪︎ Il quadro di San Giuseppe, dipinto nel 1951 dai pittori Giuseppe e Francesco Vaccaro;
▪︎ Il venerato simulacro ligneo di Santa Margherita custodito durante tutto l'anno nella cappella posta sopra l'altare maggiore, cappella che viene aperta solo nei giorni della festa. Opera di Ignazio Castorina, realizzato alla fine del 1700;
▪︎ Il Santissimo Crocifisso del 1600, proveniente dall'antica chiesa, in gesso e cartapesta posizionato nell'abside di sinistra;
▪︎ L'altare del Santissimo Sacramento nell'abside di destra sovrastato dalla statua del Sacro Cuore di Gesù (benedetta dal Pontefice Pio X a Roma), realizzazione dei primi anni del 1900 a opera della ditta Rosa Zanazio di Roma

▪︎ Il fonte battesimale realizzato dal Gambino Ricca nel 1906, costituito da una vasca in marmo sovrastato da un tempietto al cui interno è collocata un statuetta di San Giovanni Battista.

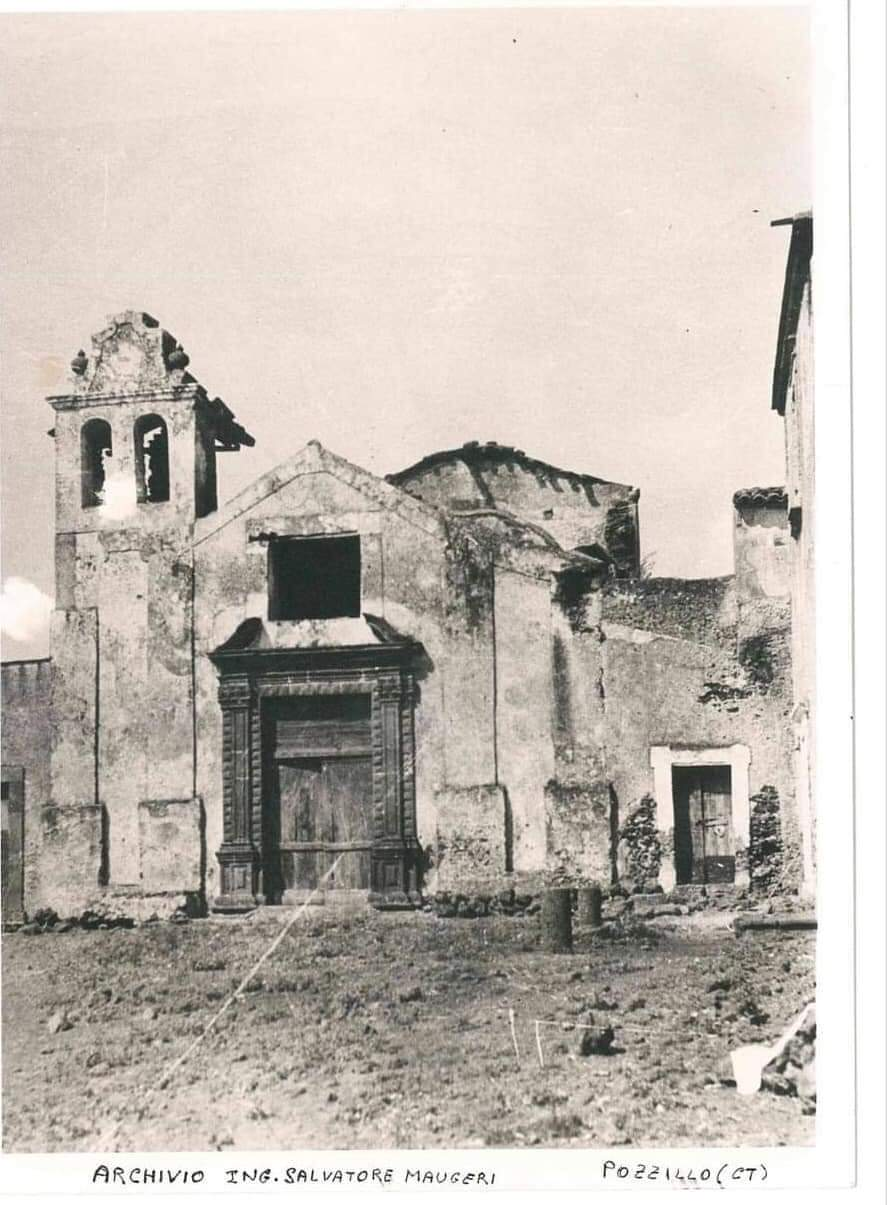
La vecchia chiesa del 1786 oggi non più esistente (Archivio dell'Ing. Salvatore Maugeri)
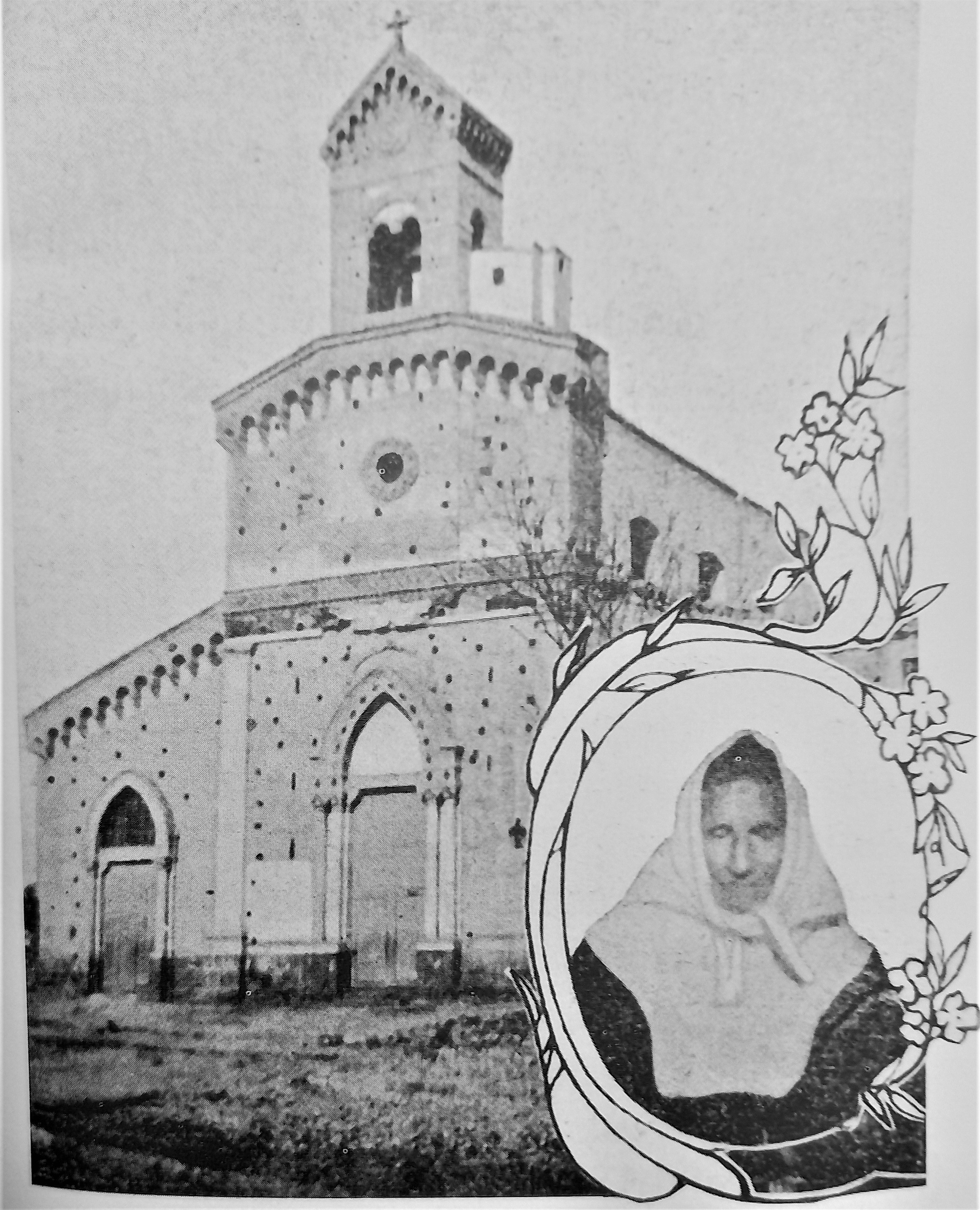
La chiesa come si presentava prima del rinnovamento della facciata avvenuta nel 1928 e la foto della pia contadina Caterina Strano
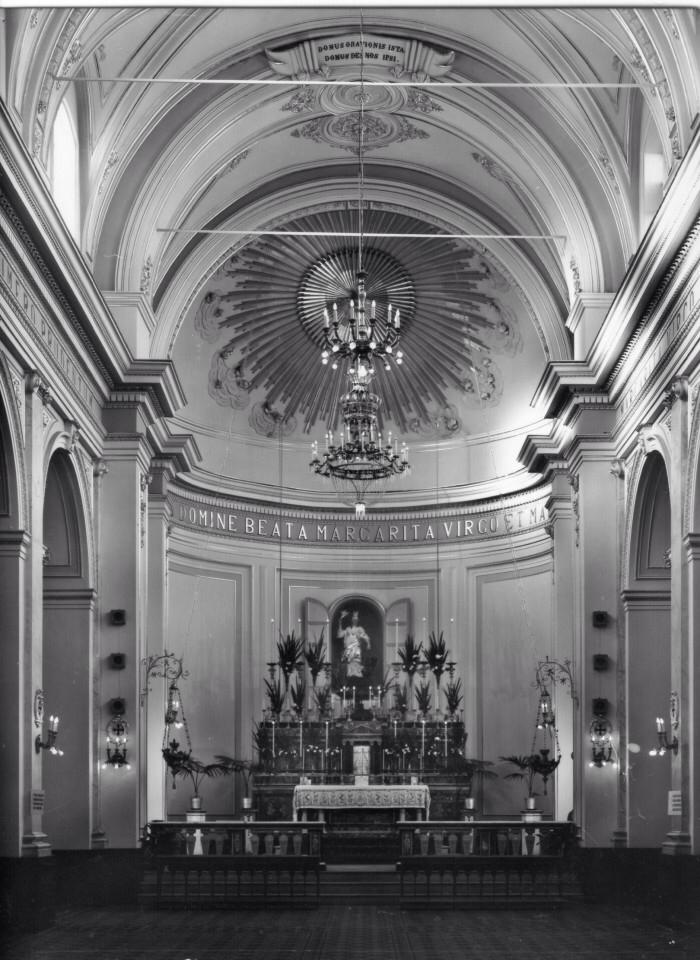
Foto storica dell'interno della chiesa
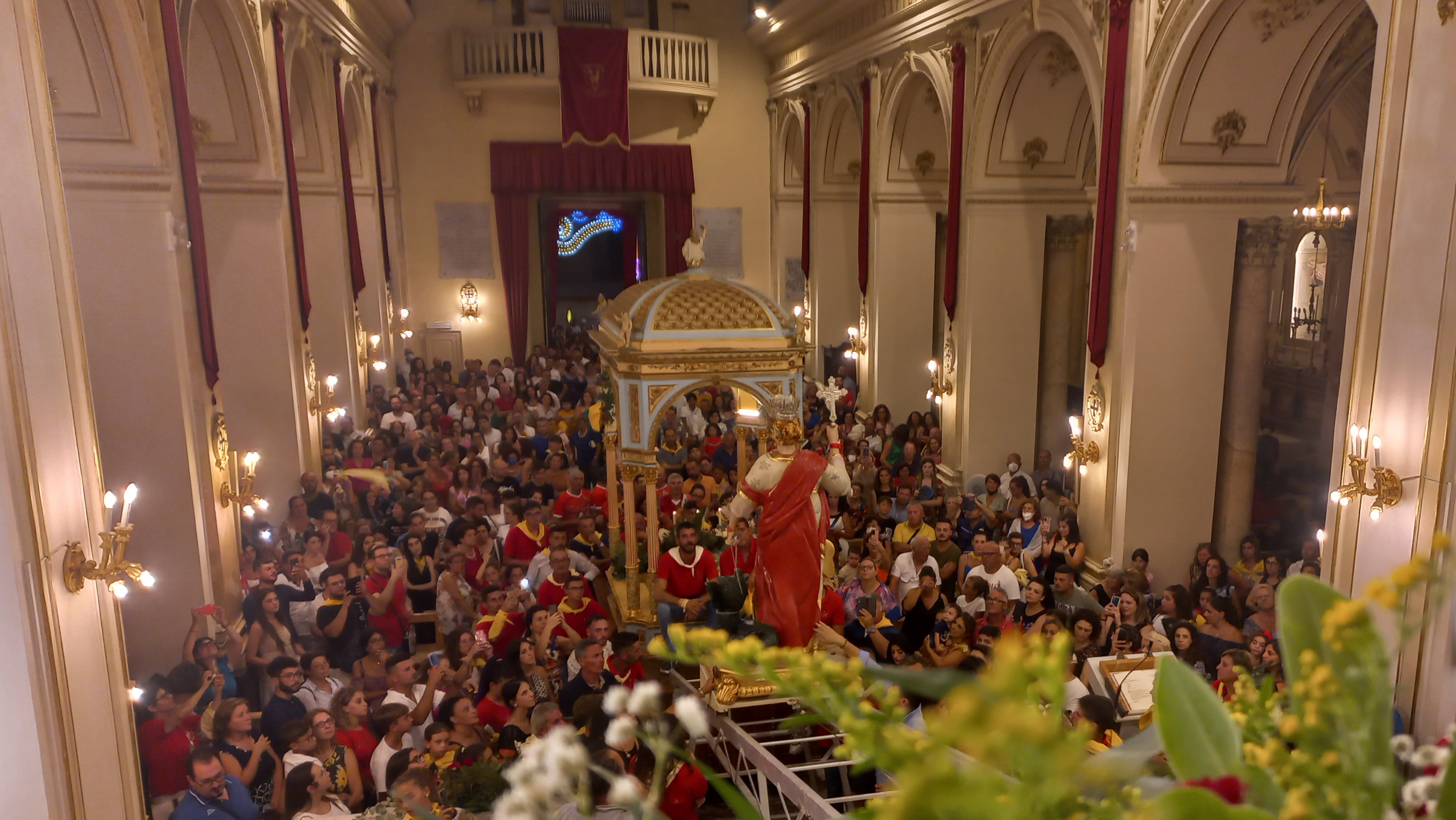
Il simulacro e il fercolo della Celeste Patrona S. Margerita tra la folla e i devoti
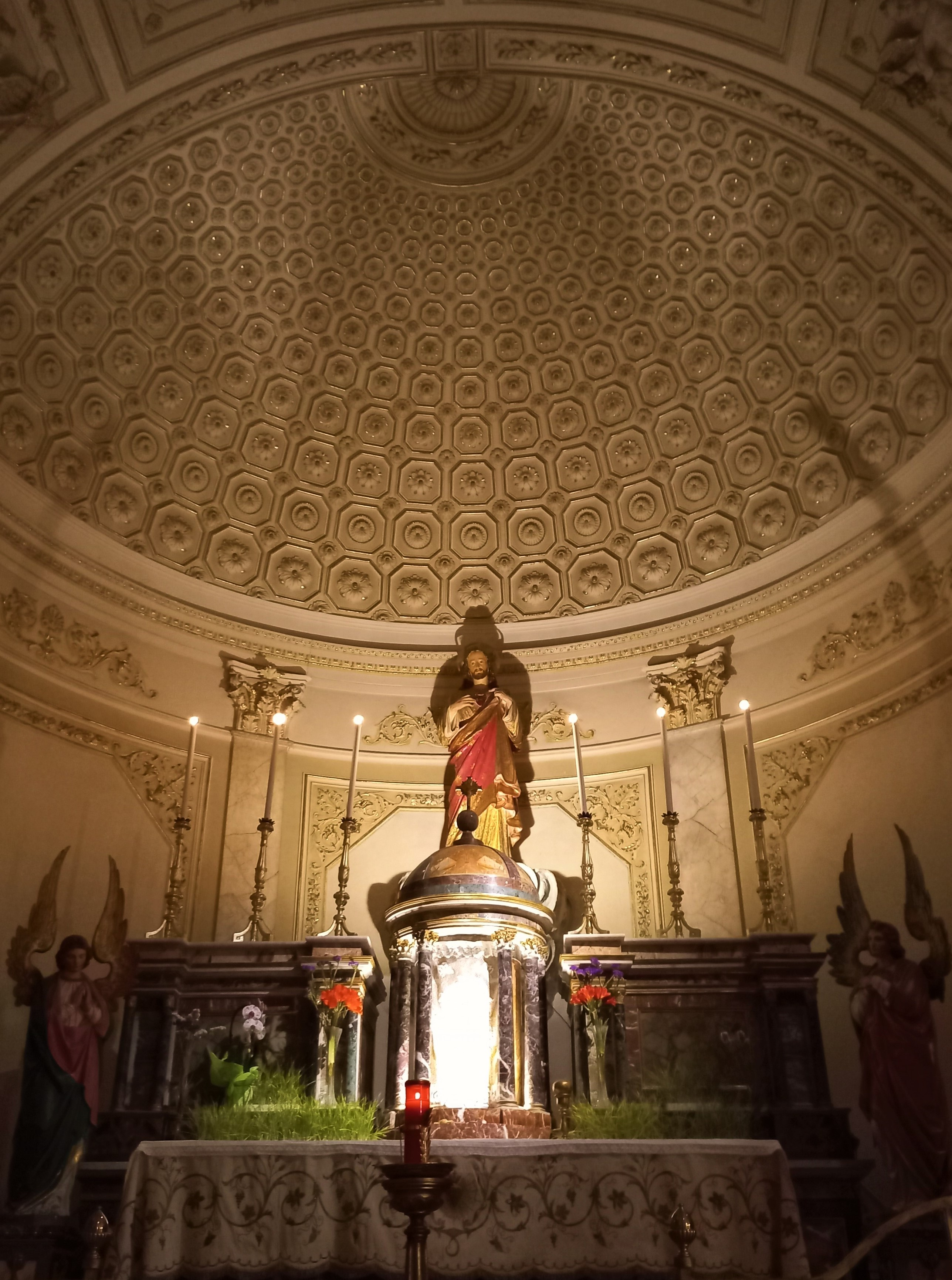
Altare del SS. Sacramento e la statua del Sacro Cuore di Gesù nell'abside di destra
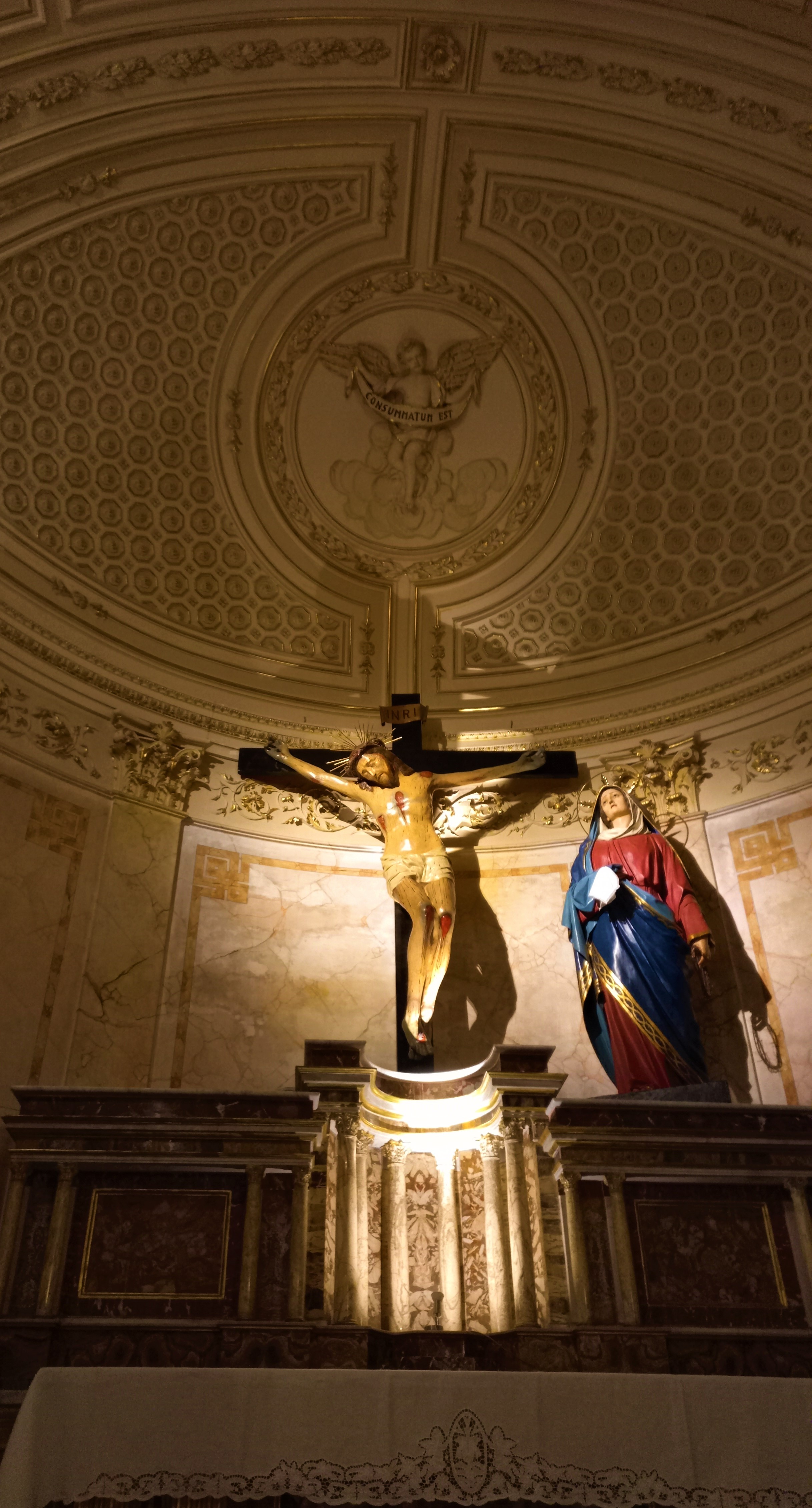
Altare del SS. Crocifisso con accanto la statua dell'Addolorata nell'abside di sinistra
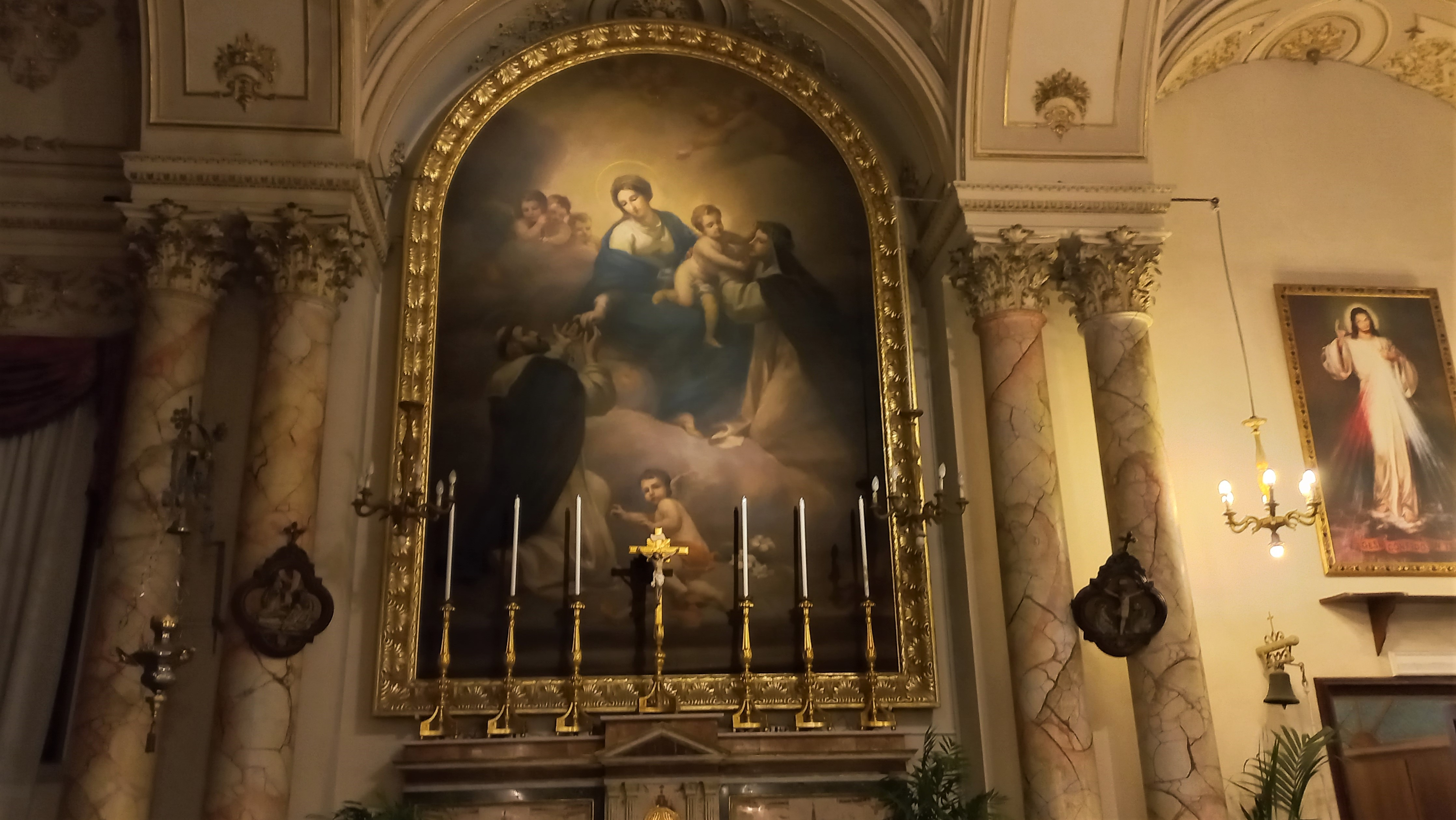
Pala d'altare dell'Immacolata Concezione tra i Santi Domenico e Caterina da Siena
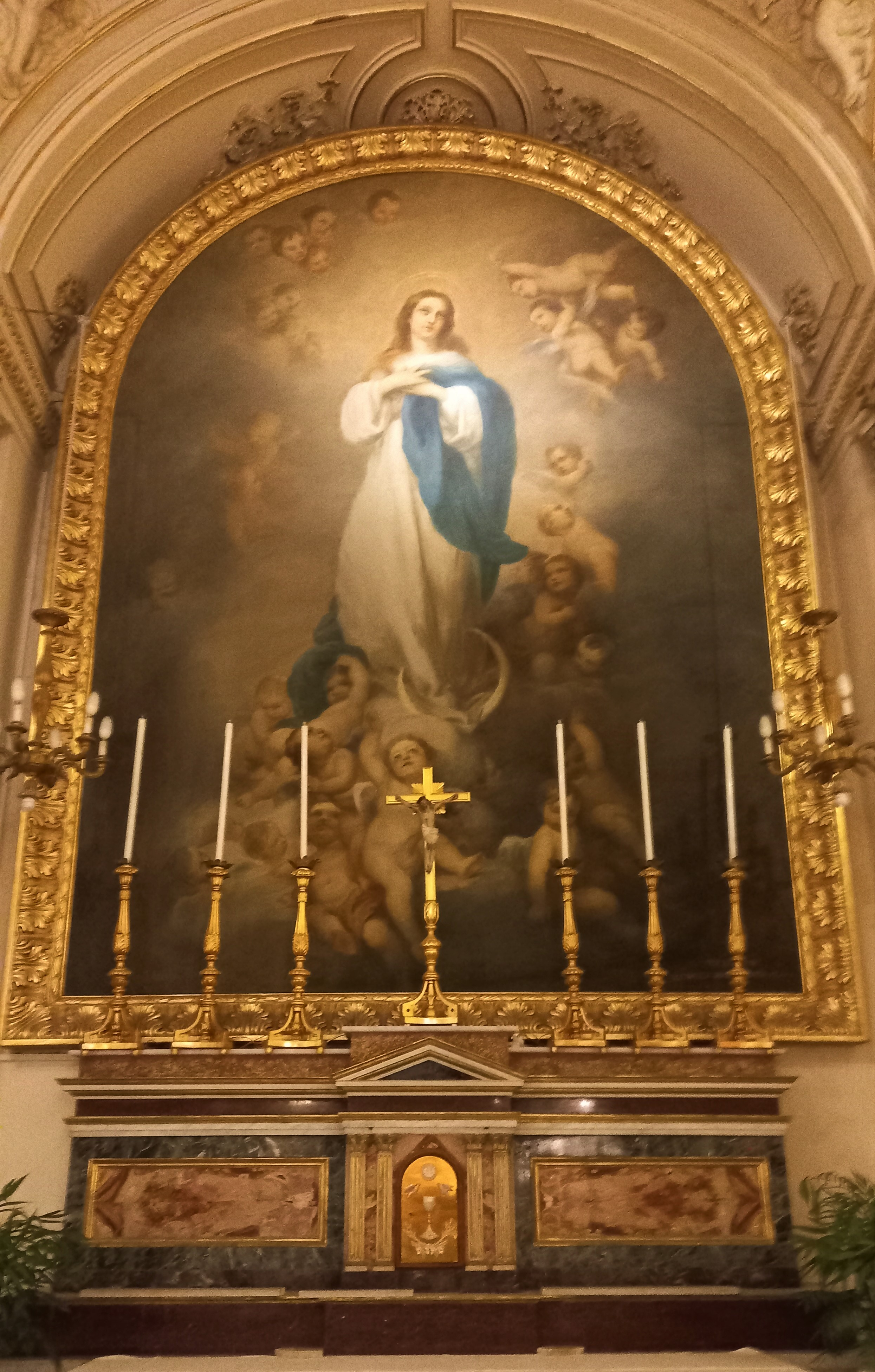
Pala d'altare dell'Immacolata Concezione
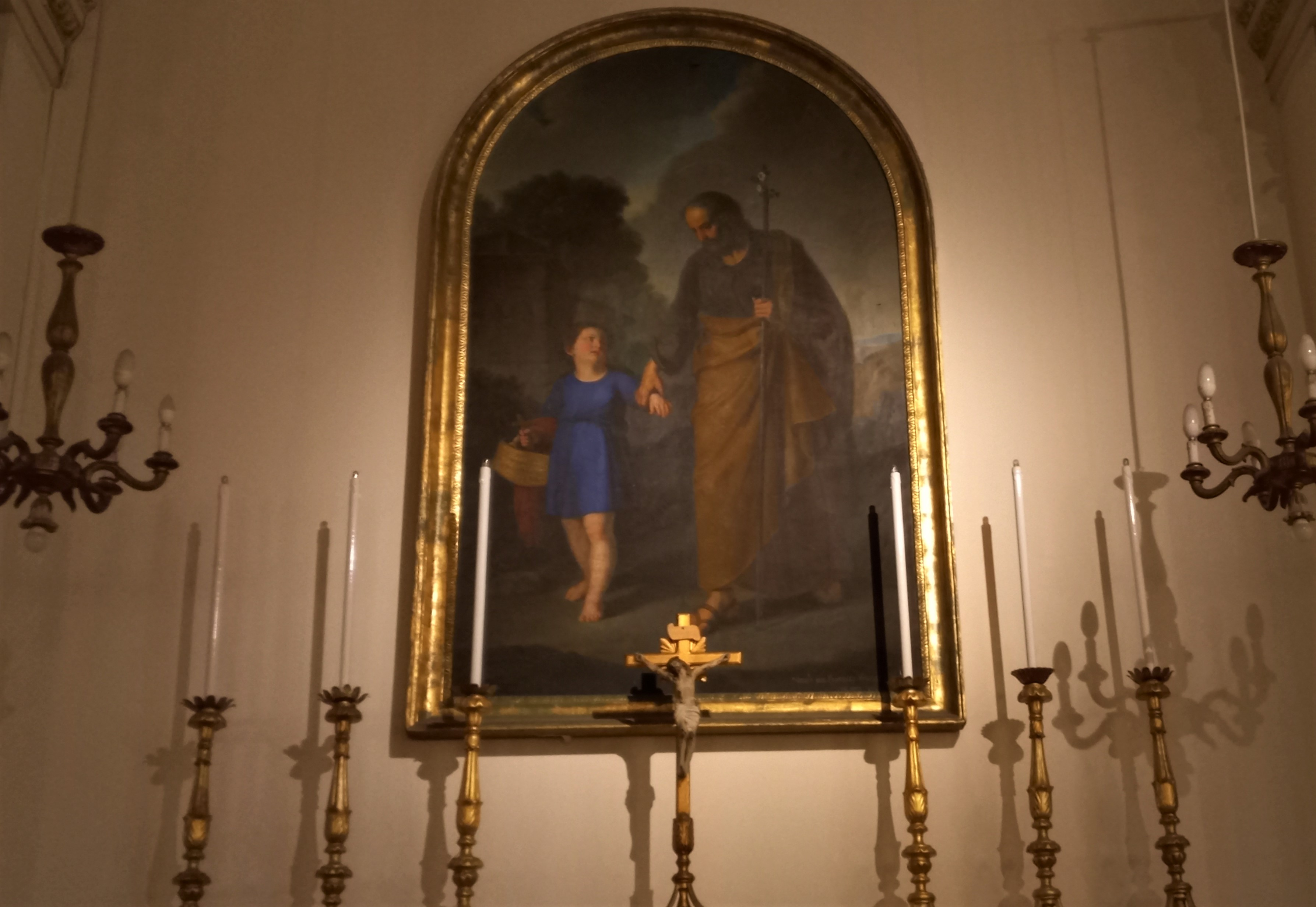
Quadro di San Giuseppe
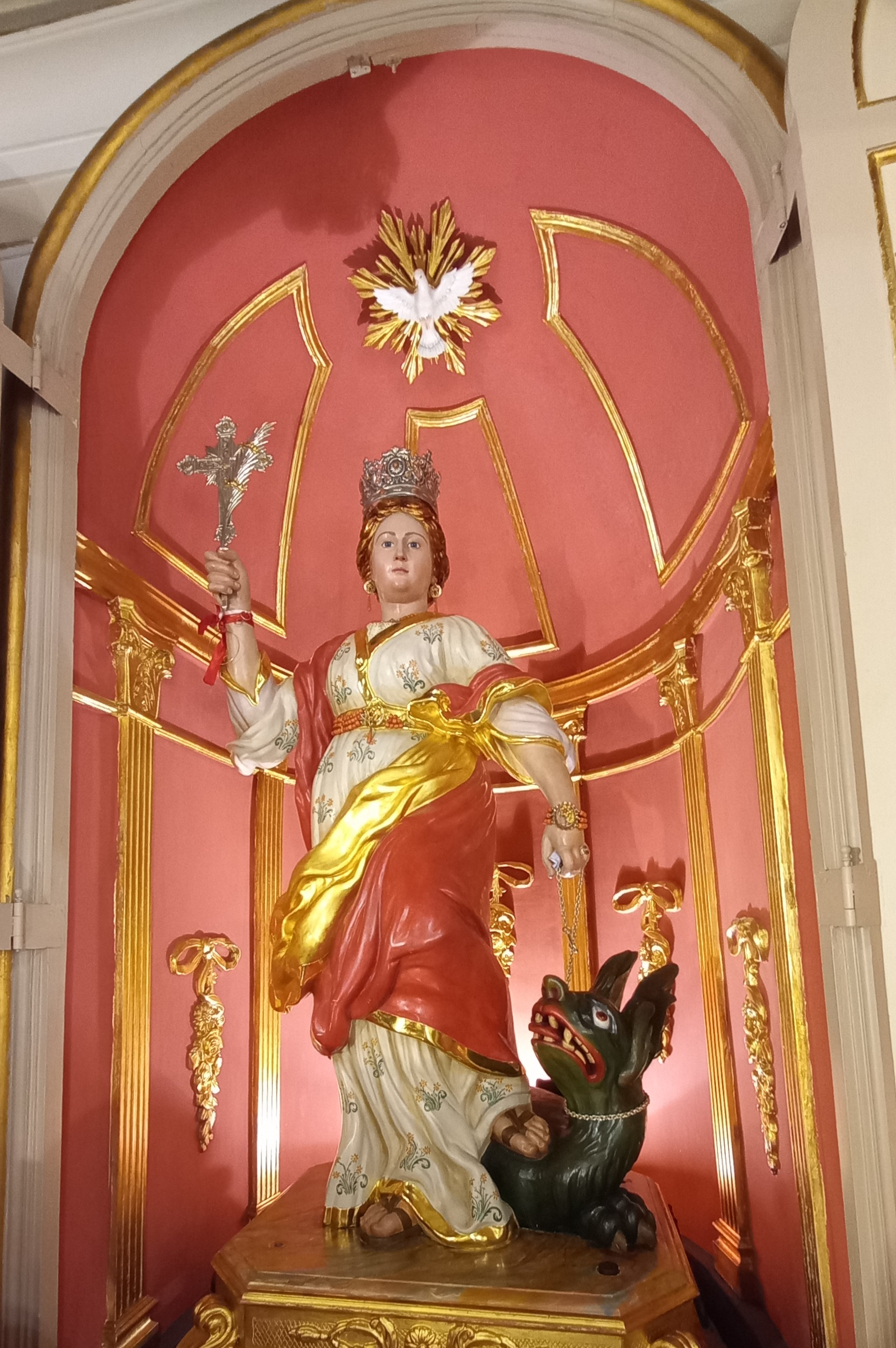
Il venerato simulacro di Santa Margherita riposto nella cappella
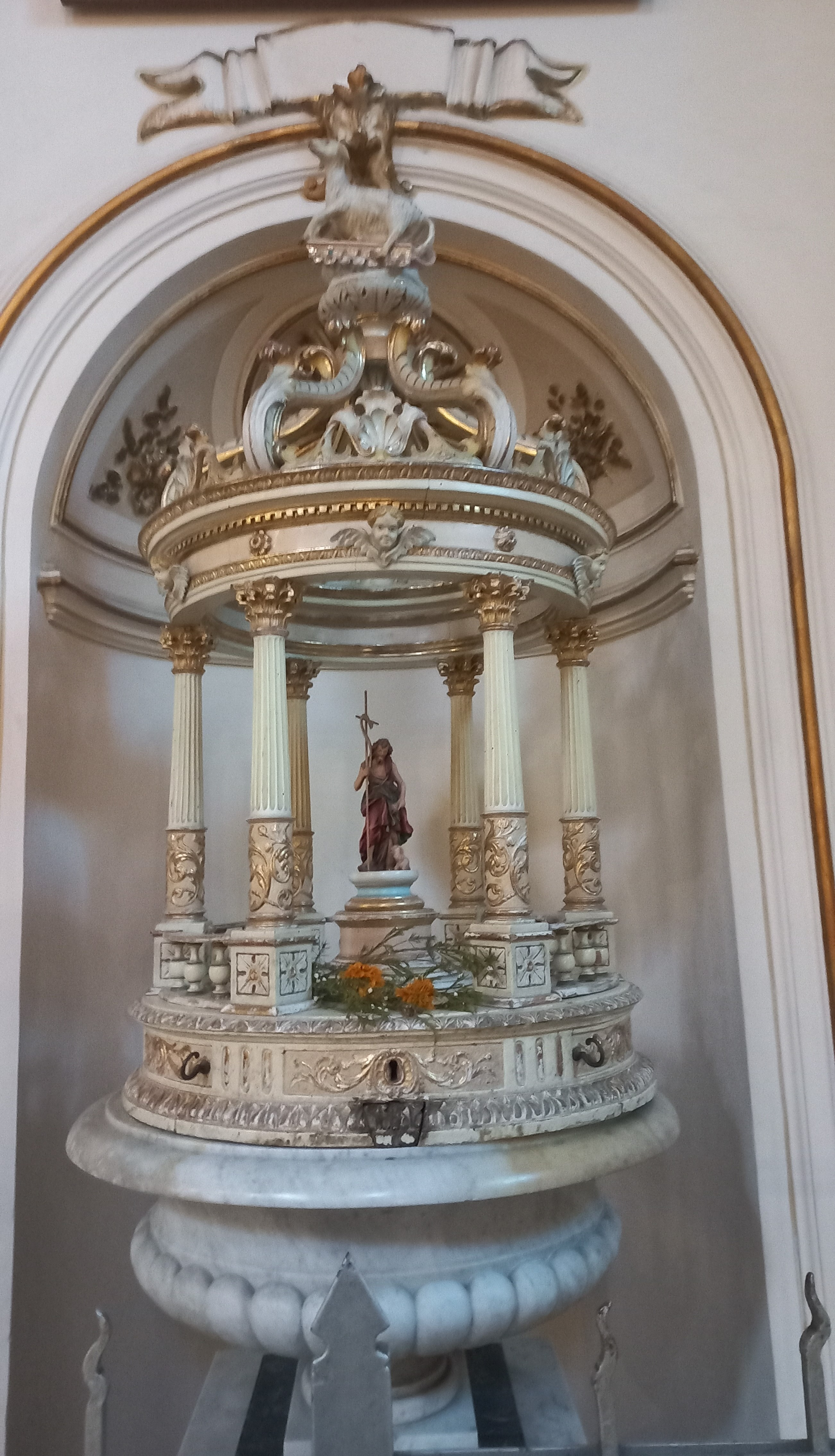
Il fonte battesimale con il tempietto e la statuetta di San Giovanni Battista
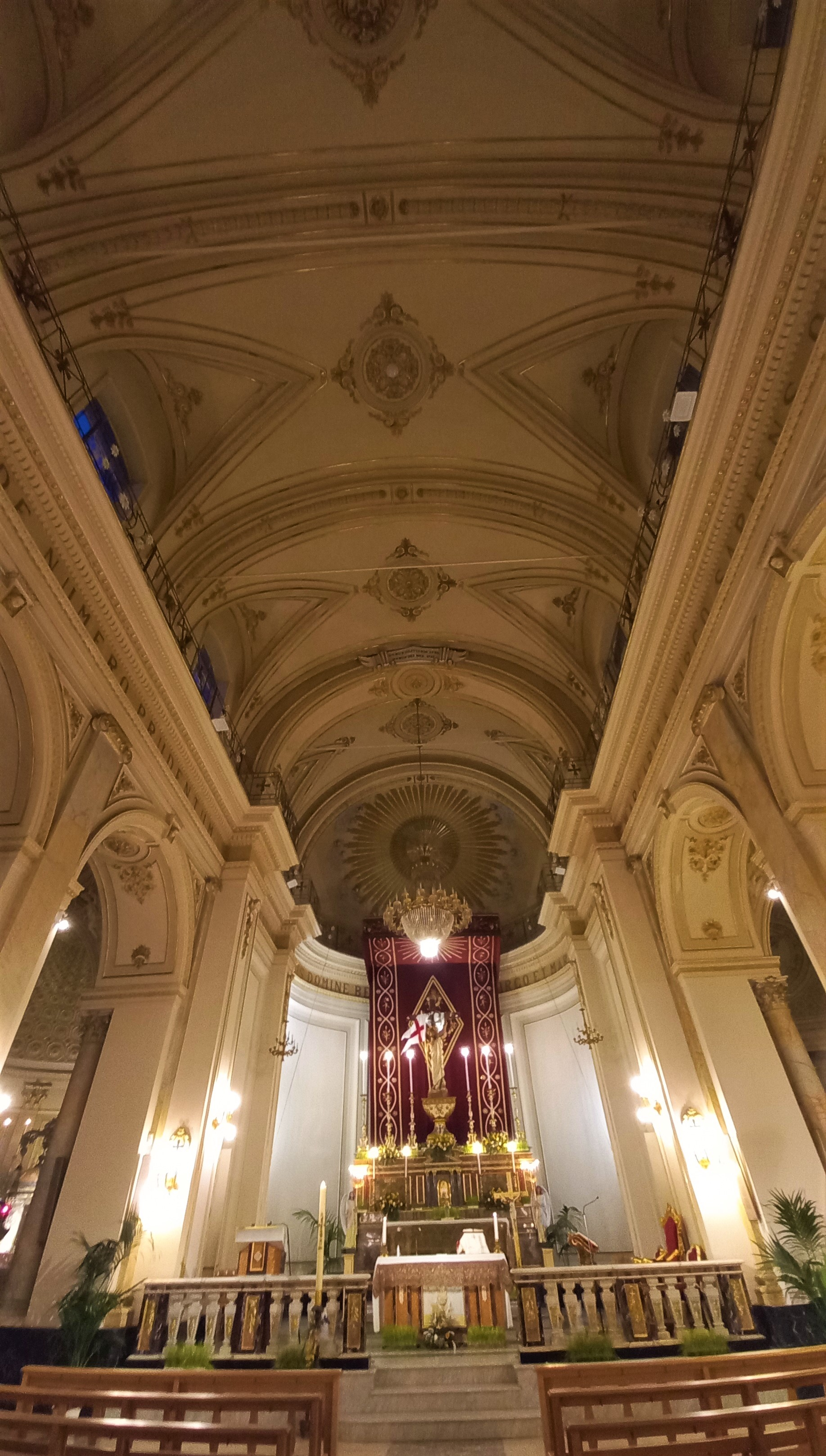
La navata centrale, la volta e l'Altare Maggiore
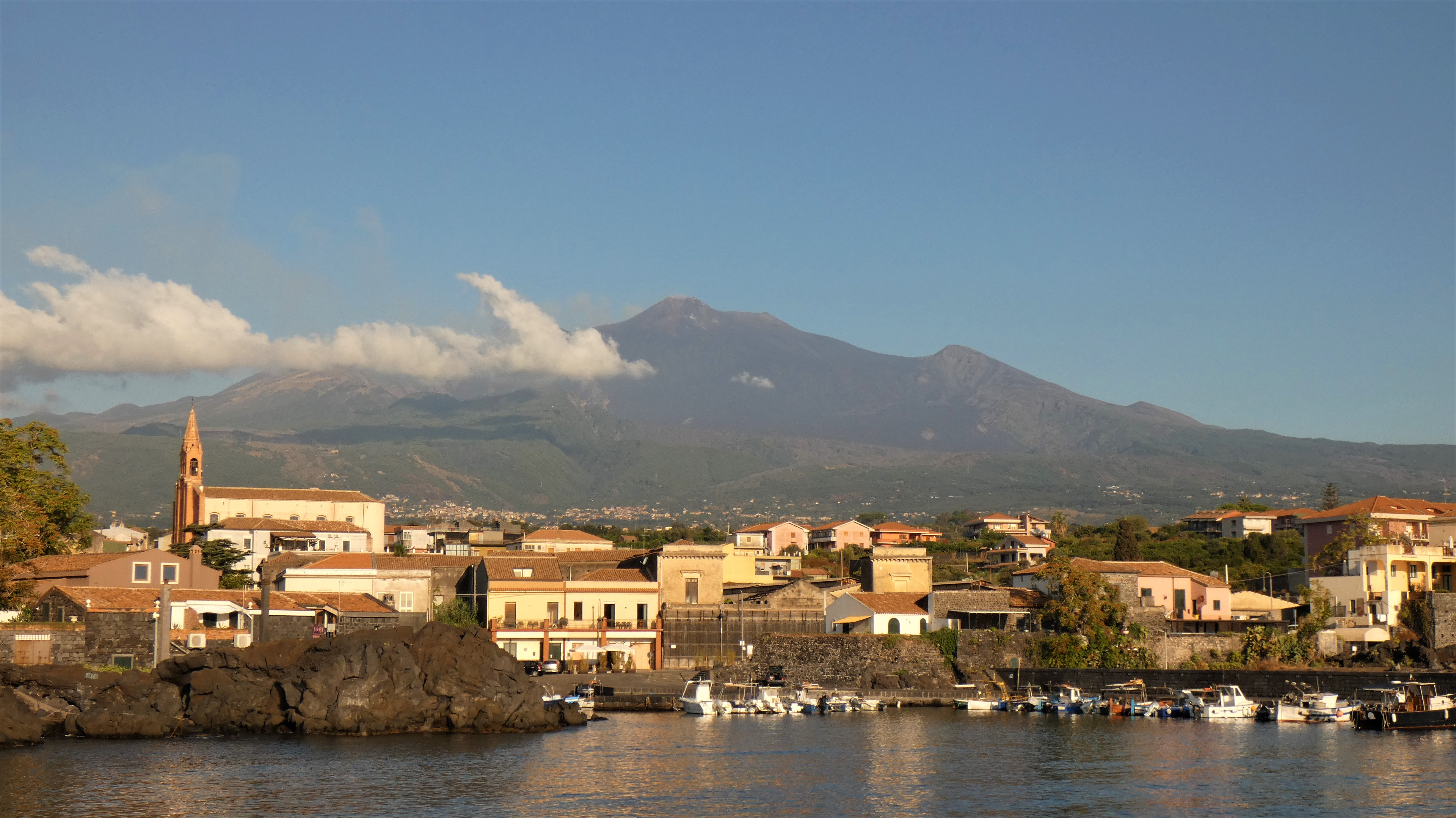
La chiesa che domina il borgo di Pozzillo e sullo sfondo il vulcano Etna